# Дайсуке Сато
Дайсуке Командай Сато (яп. 佐藤大介; нар. 20 вересня 1994, Давао, Філіппіни) — філіппінський футболіст, захисник індонезійського клубу «Персіб» (Бандун) та національної збірної Філіппін.

## Ранні роки
Народився в філіппінському місті Давао, мати — філіппінка, батько — японець. Футболом розпочав займатися 2007 року в академії японського клубу «Урава Ред Даймондс».

## Клубна кар'єра
7 березня 2014 року філіппінський клуб «Глобал» оголосив про підписання контракту з Дайсуке Сато.

### «Політехніка» (Ясси)
У червні 2016 року відправився на перегляд до клубу румунської Ліги I «Політехніка» (Ясси). Він також брав участь у п'яти передсезонних товариських матчах, в одному — виходив у стартовому складі, а в інших чотирьох — на заміну. Команда виграла один матч, а чотири — зіграла внічию. Він зміг вразити тренера Ніколо Наполі і підписав повноцінний 4-річний контракт.
17 вересня 2016 року зіграв весь матч в програному (1:3) проти «Динамо» (Бухарест) й таким чином ставши першим Філіппін, який виступав у Румунії.

### «Горсенс»
Наприкінці червня 2017 року було оголошено, що Сато підписав трирічну угоду з командою датської Суперліги «Горсенс». Однак 6 грудня 2017 року стало відомо, що Сато розірвав контракт з «Горсенс». Всього за клуб провів чотири матчі.

### «Сепсі»
Після перебування в Данії повернувся до Румунії, щоб грати в Лізі I. 5 січня 2018 року Дайсуке підписав контракт з «Сепсі». У травні 2019 року покинув клуб. За два сезони провів 44 матчі у футболці «Сепсі».

### «Муанг Тонг Юнайтед»
У червні 2019 року представник чемпіонату Таїланду «Муанг Тонг Юнайтед» оголосив, що підписав Дайсуке Сато.

### «Супханбурі»
7 липня 2021 року, після закінчення контракту Сато з Muangthong United, вирішив выльним агентом приєднатися до іншої команди чемпіонату Таїланду «Супханбурі».

### «Персіб» (Бандун)
11 червня 2022 року приєднався до команди Ліги 1 «Персіб» (Бандун). Дебютував у чемпіонаті 24 липня 2022 року в матчі проти «Бхаянгкара» на стадіоні «Вібава Мукті», Сікаранг.

## Кар'єра в збірній
Дебютував на міжнародній арені в квітні 2014 року в товариському матчі проти Непалу й віддав гольову передачу своєму одноклубнику. У складі збірної Філіппін брав участь у Кубку виклику АФК 2014, де команда посіла друге місце.
Першим голом за національну збурну відзначився в програному (2:3) поєдинку Філіппінського Кубку миру 2014 проти М'янми. Другим голом за збіну відзначився ударом з дальньої дистанції в товариському матчі проти Камбоджі.

## Статистика виступів

### Клубна
Станом на 1 жовтня 2023
| Клуб                 | Сезон             | Ліга              | Ліга  | Ліга | Кубок | Кубок | Континентальні | Континентальні | Інші  | Інші | Загалом | Загалом |
| Клуб                 | Сезон             | Дивізіон          | Матчі | Голи | Матчі | Голи  | Матчі          | Голи           | Матчі | Голи | Матчі   | Голи    |
| -------------------- | ----------------- | ----------------- | ----- | ---- | ----- | ----- | -------------- | -------------- | ----- | ---- | ------- | ------- |
| «Глобал»             | 2014              | Перший дивізіон   | 14    | 3    | —     | —     | —              | —              | ?     | 1    | 14      | 4       |
| «Глобал»             | 2015              | Перший дивізіон   | 14    | 1    | ?     | 1     | 6              | 0              | 5     | 0    | 25      | 2       |
| «Глобал»             | 2016              | Перший дивізіон   | 3     | 1    | ?     | 0     | —              | —              | 1     | 1    | 4       | 2       |
| «Глобал»             | Загалом           | Загалом           | 31    | 5    | ?     | 1     | 6              | 0              | 6     | 2    | 43      | 8       |
| «Політехніка» (Ясси) | 2016–17           | Ліга I            | 24    | 0    | 2     | 0     | —              | —              | —     | —    | 26      | 0       |
| «Політехніка» (Ясси) | Загалом           | Загалом           | 24    | 0    | 2     | 0     | —              | —              | —     | —    | 26      | 0       |
| «Горсенс»            | 2017–18           | Суперліга         | 3     | 0    | 1     | 0     | —              | —              | —     | —    | 4       | 0       |
| «Горсенс»            | Загалом           | Загалом           | 3     | 0    | 1     | 0     | —              | —              | —     | —    | 4       | 0       |
| «Сепсі»              | 2017–18           | Ліга I            | 16    | 0    | —     | —     | —              | —              | —     | —    | 16      | 0       |
| «Сепсі»              | 2018–19           | Ліга I            | 28    | 0    | 1     | 0     | —              | —              | —     | —    | 29      | 0       |
| «Сепсі»              | Загалом           | Загалом           | 44    | 0    | 1     | 0     | —              | —              | —     | —    | 45      | 0       |
| «Муанг Тонг Юнайтед» | 2019              | Ліга 1 Таїланду   | 7     | 1    | —     | —     | —              | —              | —     | —    | 7       | 1       |
| «Муанг Тонг Юнайтед» | 2020              | Ліга 1 Таїланду   | 10    | 0    | 0     | 0     | —              | —              | —     | —    | 10      | 0       |
| «Муанг Тонг Юнайтед» | Загалом           | Загалом           | 17    | 1    | 0     | 0     | —              | —              | —     | —    | 17      | 1       |
| «Супханбурі»         | 2021–22           | Ліга 1 Таїланду   | 14    | 0    | —     | —     | —              | —              | —     | —    | 14      | 0       |
| «Ратчабурі»          | 2021–22           | Ліга 1 Таїланду   | 14    | 0    | 0     | 0     | —              | —              | —     | —    | 14      | 0       |
| «Персіб» (Бандун)    | 2022–23           | Ліга 1            | 31    | 2    | 0     | 0     | —              | —              | —     | —    | 31      | 2       |
| «Персіб» (Бандун)    | 2023–24           | Ліга 1            | 13    | 0    | 0     | 0     | —              | —              | —     | —    | 13      | 0       |
| Усього за кар'єру    | Усього за кар'єру | Усього за кар'єру | 191   | 8    | 4     | 1     | 6              | 0              | 6     | 2    | 207     | 11      |

Коментарі
1. ↑  У тому числі й Кубок UFL, Кубок Румунії та Кубок Данії.
2. ↑  У тому числі Кубок Сінгапуру та Кубок Ліги Філіппін.
3. ↑  Голи в Кубку Ліги Філіппін.

### Голи за збірну
Голи збірної Філіппін у колонках рахунок та результат подано на першому місці.
| #    | Дата         | Місце                                          | Суперник    | Рахунок | Результат | Змагання                      |
| 2014 | 2014         | 2014                                           | 2014        | 2014    | 2014      | 2014                          |
| ---- | ------------ | ---------------------------------------------- | ----------- | ------- | --------- | ----------------------------- |
| 1.   | 6 вересня    | Меморіальний стадіон імені Хосе Різаля, Маніла | М'янма      | 1–1     | 2–3       | Філіппінський кубок миру 2014 |
| 2.   | 14 листопада | Меморіальний стадіон імені Хосе Різаля, Маніла | Камбоджа    | 1–0     | 3–0       | Товариський матч              |
| 2017 |              |                                                |             |         |           |                               |
| 3.   | 13 червня    | Памір, Душанбе                                 | Таджикистан | 4–2     | 4–3       | кваліфікація Кубку Азії 2019  |

## Досягнення
збірна Філіппін
- Кубок виклику АФК
  -  Фіналіст (1): 2014